# Plenk Verlag
Der Plenk-Verlag, kurz für Plenk Media und Verlag GmbH &. Co KG, ist ein Heimatverlag in Berchtesgaden. Der Schwerpunkt liegt auf dem Landkreis Berchtesgadener Land und dem angrenzenden Chiemgau.

## Geschichte
Das Unternehmen wurde von Anton Plenk nach dem Zweiten Weltkrieg als Buchdruckerei gegründet. Die ersten Veröffentlichungen waren ein Wanderführer für das Berchtesgadener Land und zeitgeschichtliche Bücher. Nachdem Anton Plenk 1980 zum Bürgermeister von Berchtesgaden gewählt wurde, übernahmen seine beiden Söhne die Druckerei und bauten sie ab 1997 in zwei eigenständige Firmen (Druckerei und Verlag) aus.

## Programm
Der Themenschwerpunkt des Verlags erstreckt sich vorwiegend auf die Region um das Berchtesgadener Land und den Chiemgau. Die Publikationen reichen dabei von Bildbänden, Geschichtsliteratur und Sagen bis zu Wanderführern, Karten und Kalendern.
Autoren (Auswahl):
- Walter Andreas Angerer (Angerer der Jüngere)
- Walter Brugger
- Heinz Dopsch
- Rainer Limpöck
- Reinhold Messner